# Músculo extensor largo de los dedos
El músculo extensor largo de los dedos es un músculo penniforme inervado por el nervio peroneo profundo y tiene la función de producir la extensión simultánea de los dedos del pie excepto el dedo gordo. Está situado en la parte lateral del dorso del pie.

## Origen e inserción
Se origina inferior al cóndilo lateral de  la tibia y en la parte superior y en los tres cuartos superiores de la cara anterior del peroné; desde la parte superior de la membrana interósea; de la superficie profunda de la fascia; y del septo intermuscular entre él y el tibial anterior en el lado medial y los músculos peroneos en el lado lateral. 
El músculo pasa por debajo de los ligamentos crurales cruzados y transversos en compañía del peroneo anterior y se divide en cuatro partes que recorren el dorso del pie, y que cada una de las cuales se inserta en las falanges medias y distales de los dedos del pie, excepto el dedo gordo.
Los tendones del segundo, tercero y cuarto dedo están unidos entre sí, en oposición a la articulación metatarsofalangica, en el lado lateral por un tendón del pedio. Los tendones están insertados de la siguiente manera: cada uno recibe una expansión fibrosa de los interóseos y lumbricales, y entonces se extienden hacia la amplia aponeurosis, que cubre la superficie dorsal de la primera falange: esta aponeurosis, en la articulación de la primera con la segunda falange, se divide en tres partes - una intermedia, que está insertada en la base de la segunda falange;y dos colaterales, que, después de unir la superficie dorsal de la segunda falange, continúan hacia delante para insertarse en la base de la tercera falange.

## Acción
La acción de este músculo es la de extensión del 2º al 5º dedo. Así mismo, también participa en la flexión dorsal en la articulación del tobillo, abducción    y               pronación del pie. Combinando estos tres movimientos se produce la eversión del pie.

## Variaciones
Este músculo varía considerablemente en las formas de originarse y la disposición de varios de sus tendones.
Los tendones del segundo y quinto dedo pueden encontrarse por duplicado, o tener bandas extras de uno o más tendones a sus huesos correspondientes del metatarso , o al extensor corto, o uno de los músculos interóseos.
Se ha observado una banda tendinosa al dedo gordo del tendón más interno.

## Imágenes adicionales

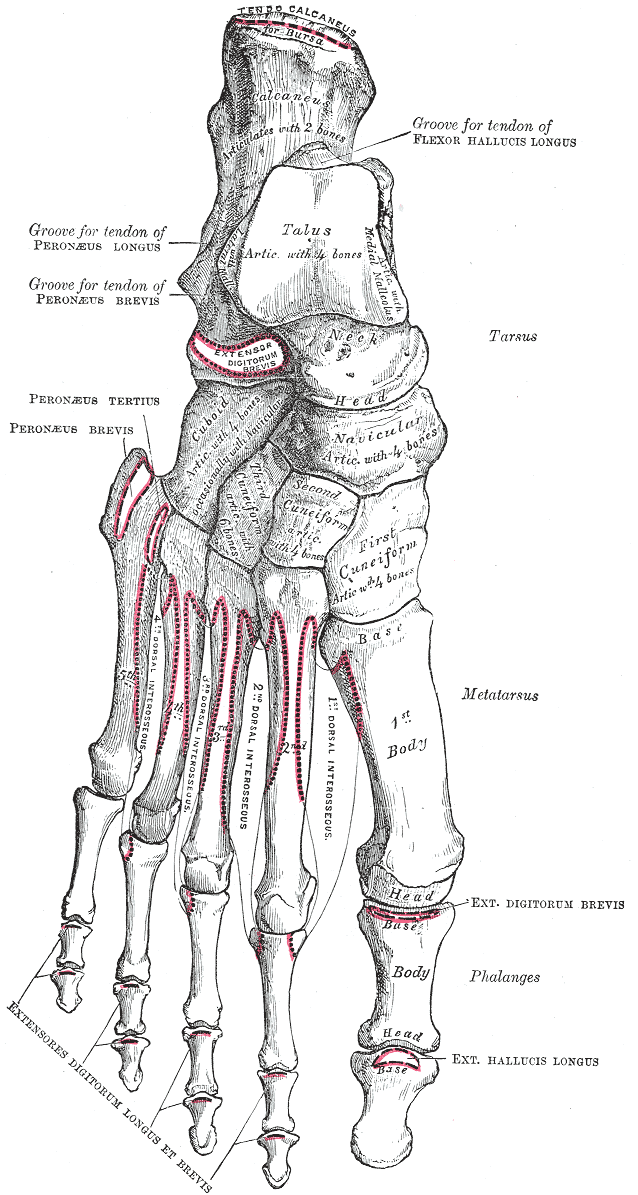
Huesos del pie derecho. Cara dorsal.
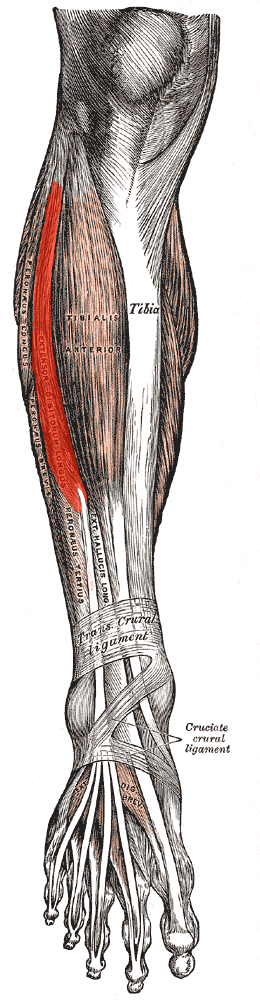
Músculos anteriores de la pierna..
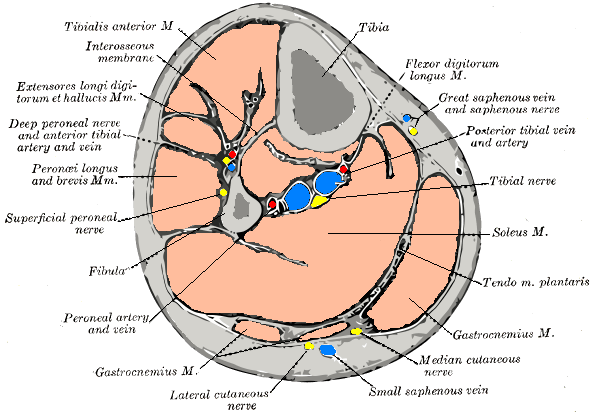
Corte transversal de la mitad de la pierna.
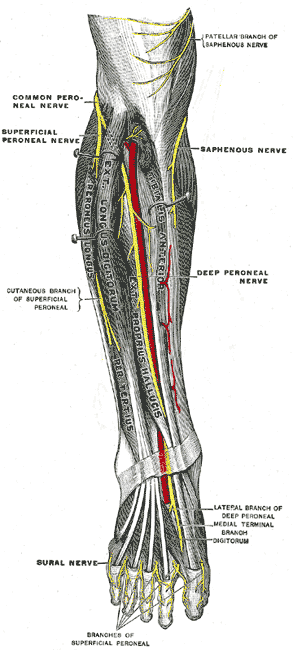
Nervios profundos de la cara anterior de la pierna.